# George Hickenlooper
Pour les articles homonymes, voir Hickenlooper.
George Loening Hickenlooper, né à Saint Louis (Missouri) le 25 mai 1963 et mort à Denver (Colorado) le 29 octobre 2010, est un réalisateur américain de films de fiction et de documentaires, également scénariste, producteur et acteur.

## Filmographie partielle

### Cinéma
- 1991 : Aux cœurs des ténèbres : L'Apocalypse d'un metteur en scène (Hearts of Darkness: A Filmmaker's Apocalypse) [1]
- 1991 : Picture This: The Times of Peter Bogdanovich in Archer City, Texas
- 1993 : Grey Knight (The Killing Box)
- 1994 : Some Folks Call It a Sling Blade
- 1995 : The Low Life (en)
- 1996 : Persons Unknown
- 1997 : Monte Hellman: American Auteur
- 1997 : Dogtown (en)
- 1999 : Les Rênes du pouvoir (The Big Brass Ring)
- 2001 : L'Homme d'Elysian Fields (The Man from Elysian Fields) (avec Mick Jagger)
- 2003 : Mayor of the Sunset Strip (en)
- 2005 : Bizarre Love Triangle
- 2006 : Factory Girl
- 2009 : Out in the City
- 2009 : 'Hick' Town
- 2010 : Casino Jack

### Télévision
- 1995 : Crosstown Traffic
- 2008 : Speechless